# Steve Agee
Steven Douglas Agee (nacido el 26 de febrero de 1969) es un comediante, actor, escritor y músico estadounidense, conocido por papeles que incluyen a Steve Myron en la serie de Comedy Central The Sarah Silverman Program y como John Economos en la película de superhéroes del DCEU El Escuadrón Suicida (2021), la serie de streaming Peacemaker (2022) y la película ¡Shazam! La furia de los dioses (2023). También se desempeñó como doble de luces de Nanaue/King Shark.
Agee también es músico. Tocó la guitarra y el bajo en varias bandas de rock en la década de 1990, y ha colaborado con Brendon Small en el pasado. Tocó el bajo en un comercial de Rocksmith 2014 y lanzó un álbum de comedia y punk, Scab, el 4 de septiembre de 2021.

## Filmografía

### Película
| Año  | Título                          | Papel                          | Notas                                                              |
| ---- | ------------------------------- | ------------------------------ | ------------------------------------------------------------------ |
| 2000 | The Bogus Witch Project         |                                | Segmento"The Griffith Witch Project"; también director y productor |
| 2003 | Kicked in the Nuts              | Hombre en la calle             | Cortometraje                                                       |
| 2005 | Sarah Silverman: Jesus Is Magic | Guy in Wings                   |                                                                    |
| 2006 | Sleeping Dogs Lie               | Carl                           |                                                                    |
| 2010 | Super                           | Comic Book Store Jerk          |                                                                    |
| 2011 | God Bless America               | Miembro de American Superstarz |                                                                    |
| 2011 | Angry White Man                 | Floyd                          |                                                                    |
| 2012 | Hit and Run                     | Dude #1                        |                                                                    |
| 2013 | The Insomniac                   | Traficante de armas            |                                                                    |
| 2013 | Dealin' with Idiots             | Hezekiah                       |                                                                    |
| 2014 | Leonard in Slow Motion          | Redhead                        | Cortometraje                                                       |
| 2014 | Abby in the Summer              | Rick the Repairman             |                                                                    |
| 2014 | Dark Was the Night              | The Foreman                    |                                                                    |
| 2014 | Me                              | Steve                          |                                                                    |
| 2015 | The Hive                        | Kevin                          |                                                                    |
| 2015 | Amigo Undead                    | Norm Ostrowski                 |                                                                    |
| 2015 | Dementia                        | Larry                          |                                                                    |
| 2016 | Maid of Heaven                  | Jack                           | Cortometraje                                                       |
| 2017 | Guardianes de la Galaxia vol. 2 | Gef                            |                                                                    |
| 2019 | Brightburn                      | EJ                             |                                                                    |
| 2021 | Violet                          | Boris                          |                                                                    |
| 2021 | El Escuadrón Suicida            | John Economos                  | También doble para King Shark                                      |
| 2023 | ¡Shazam! La furia de los dioses | John Economos                  | Escena entre créditos                                              |

### Televisión
| Año     | Título                                            | Papel                                 | Notas                                                                            |
| ------- | ------------------------------------------------- | ------------------------------------- | -------------------------------------------------------------------------------- |
| 2007-10 | The Sarah Silverman Program                       | Steven Ned Myron III                  | 32 episodios                                                                     |
| 2010    | Accidentally on Purpose                           | Ian                                   | Episodio: "Speed"                                                                |
| 2010–13 | Childrens Hospital                                | Vendedor de paletas / Terry           | 2 episodios                                                                      |
| 2011-22 | Bob's Burgers                                     | Voces variadas                        | 2 episodios                                                                      |
| 2011–16 | Adventure Time                                    | Voces variadas                        | 9 episodios                                                                      |
| 2011    | Death Valley                                      | Director de porno                     | Episodio: "Two Girls, One Cop"                                                   |
| 2012    | Happy Endings                                     | Chad                                  | Episodio: "Makin' Changes!"                                                      |
| 2012–16 | 2 Broke Girls                                     | Tig / Nurse                           | 2 episodios                                                                      |
| 2012    | The League                                        | Piano Store Guy                       | Episodio: "The Vapora Sport"                                                     |
| 2013–17 | New Girl                                          | Outside Dave                          | Recurrente, 13 episodios                                                         |
| 2013    | The Cleveland Show                                | Voz                                   | Episodio: "The Hangover: Part Tubbs"                                             |
| 2013–16 | @midnight                                         | Él mismo                              | 17 episodios                                                                     |
| 2013    | You're Whole                                      | Lonny Dibbs                           | Episodio: "Lemonade/Fishing/Cupcakes"                                            |
| 2014    | Rick y Morty                                      | Gigante / Dueño del restaurante (voz) | Episodio: "Meeseeks and Destroy"                                                 |
| 2014–15 | Community                                         | David / Deejay                        | 2 episodios                                                                      |
| 2014    | Garfunkel and Oates                               | Toy Store Cashier                     | Episodio: "The Fadeaway"                                                         |
| 2014–17 | Eres lo peor                                      | Dutch                                 | 6 episodios                                                                      |
| 2015    | A to Z                                            | Lewis                                 | Episodio: "L Is for Likability"                                                  |
| 2015    | Maron                                             | Él mismo                              | Episodio: "Steel Johnson"                                                        |
| 2015    | Comedy Bang! Bang!                                | Donald                                | Episodio: "Mary Elizabeth Winstead Wears an A-Line Skirt and Pointy Black Boots" |
| 2015–16 | Regular Show                                      | Corny / Cowboy / Zaxon (voces)        | 2 episodios                                                                      |
| 2016    | Modern Family                                     | Tommy                                 | Episodio: "Thunk in the Trunk"                                                   |
| 2016    | American Dad!                                     | Voz                                   | Episodio: "The Devil Wears a Lapel Pin"                                          |
| 2016    | Mr. Neighbor's House                              | Demonio #2                            | Especial                                                                         |
| 2016–21 | Superstore                                        | Isaac                                 | 12 episodios                                                                     |
| 2017    | American Housewife                                | Don                                   | 2 episodios                                                                      |
| 2017    | Crashing                                          | Él mismo                              | Episodio: "Warm-Up"                                                              |
| 2017    | Speechless                                        | Lunch Man                             | Episodio: "T-R-- TRAINING D-A-- DAY"                                             |
| 2018    | Talking Dead                                      | Él mismo                              | Episodio: "Dead or Alive Or"                                                     |
| 2018    | Drunk History                                     | Harry Reeder                          | Episodio: "World War II"                                                         |
| 2022    | Peacemaker                                        | John Economos                         | Protagonista                                                                     |
| 2022    | El gabinete de curiosidades de Guillermo del Toro | Guy Landon                            | Episodio: "The Viewing"                                                          |
| 2024    | Creature Commandos                                | John Economos (voz)                   | Serie animada de HBO Max                                                         |

### Web
| Año  | Título          | Papel                                         | Notas                                    |
| ---- | --------------- | --------------------------------------------- | ---------------------------------------- |
| 2005 | Yacht Rock      | Steve Porcaro, Papa Moroder                   |                                          |
| 2005 | House of Cosbys | Housekeeping Cosby (voz)                      | 1 episodio                               |
| 2008 | Held Up         | Vagabundo                                     | Episodios desconocidos                   |
| 2014 | American Viral  | Dr. Giggles                                   | Episodio: "Paging Dr. Giggles"           |
| 2014 | Manly           | Ahriman (voz)                                 |                                          |
| 2016 | HarmonQuest     | Tec Powers (voz)                              | Episodio 3: "Welcome to Freshport"       |
| 2016 | Pitch Off       | Él mismo                                      | Episodio: "Pitch Speed 3 to Doug Benson" |
| 2019 | Twelve Forever  | Big Deal, Mack, Beefhouse, Galaxander (voces) |                                          |

### Videojuegos
| Año  | Título          | Papel                               | Notas |
| ---- | --------------- | ----------------------------------- | ----- |
| 2009 | Brütal Legend   | Skull Raker                         |       |
| 2015 | Lego Dimensions | Ancient Psychic Tandem War Elephant |       |